# 2 of One

2 of One est une vidéo qui présente deux versions du clip de la chanson One de Metallica, tirée de l'album …And Justice for All. Réalisée par Bill Pope et Michael Salomon à Los Angeles, elle est sortie le 6 juin 1989. Il s'agit du premier clip de Metallica. La vidéo a été éditée devant le succès commercial du clip.
Il tire ses origines tout comme la chanson qu'il illustre, du film pacifiste de Dalton Trumbo Johnny Got His Gun.
- Introduction (interview de Lars Ulrich, réalisée par Steve Goldmann 5:43)
- Original Version (7:44)
- Jammin Version (5:05)

Les deux parties de 2 of One sont incluses sur le DVD The Videos 1989-2004, sorti le 5 décembre 2006.